# 氟化亚铥
氟化亚铥是镧系金属铥的氟化物之一，化学式为TmF2。它在900 °C时可以和四氟化锆反应，生成具有六方晶系结构的TmZrF6。此外，关于氟化亚铥的低温穆斯堡尔能谱以及一些理论研究也有报道。